# Cappelle-en-Pévèle
Cappelle-en-Pévèle település Franciaországban, Nord megyében. Lakosainak száma 2259 fő (2022. január 1.). Cappelle-en-Pévèle Templeuve, Auchy-lez-Orchies, Bersée, Mérignies és Nomain községekkel határos.

## Népesség
A település népességének változása:
| Lakosok száma | 2299 | 2255 | 2259 | 2232 | 2234 | 2268 | 2265 | 2262 | 2259 |
|               | 2013 | 2015 | 2016 | 2017 | 2018 | 2019 | 2020 | 2021 | 2022 |